# Typhlodromus wichmanni
Typhlodromus wichmanni är en spindeldjursart som beskrevs av Hirschmann 1962. Typhlodromus wichmanni ingår i släktet Typhlodromus och familjen Phytoseiidae. Inga underarter finns listade i Catalogue of Life.